# برج كابول
برج كابول (بالإنجليزية: Kabul Tower)‏، الذي يشار إليه أيضًا باسم برج MOC  وبرج الاتصالات هو مبنى شاهق مكون من 18 طابقًا  في كابول ، أفغانستان . بارتفاع 87 مترا (285 قدم) إلى الحافة وارتفاع معماري 75 مترًا (246 قدم) ، برج كابول هو أطول مبنى في أفغانستان. برج كابول هو مبنى مكاتب حكومي ويعمل كمقر لوزارة الاتصالات وتكنولوجيا المعلومات (أفغانستان)